# Lipianki (Mazovie)
Pour les articles homonymes, voir Lipianki.
Lipianki (prononciation : [liˈpjanki]) est un village polonais de la gmina de Nowy Duninów dans le powiat de Płock de la voïvodie de Mazovie dans le centre-est de la Pologne.
Le village compte approximativement une population de 107 habitants.

## Histoire
De 1975 à 1998, le village appartenait administrativement à la voïvodie de Płock.